# Пудова, Наталья Эдуардовна
Наталья Эдуардовна Пудова (род. 26 октября 2002 года, Хакасия, Россия) — российская спортсменка, борец вольного стиля. Чемпионка России 2025 года. Мастер спорта России по вольной борьбе.

## Биография
Родилась Наталья в селе Усть-Чуль Республики Хакасия, Россия. Начала заниматься вольной борьбой в 13 лет в селе Аскиз Республики Хакасия под руководством своего первого тренера — Карамчаковой Евгений Сергеевны.

## Спортивные достижения
Первые достижения пришли к ней на юниорском уровне в 2021 году, когда она завоевала бронзовую медаль на первенстве России среди юниоров в весе до 53 кг. В марте 2022 года стала финалисткой первенства России среди юниоров в Надыме (ЯНАО), уступив лишь в финале Чойгана Тумат из Республики Тыва. В сентябре 2022 года она также стала финалисткой международного турнира на призы Сергея Смаля в Беларуси. В январе 2024 года стала обладательницей бронзовой награды Кубка Ивана Ярыгина в Красноярске. В мае 2024 года впервые пришла третьей на взрослом чемпионате России в весе до 50 кг. В сентябре 2024 года стала победительницей первенства России до 23 лет в весе до 50 кг. В октябре 2024 года неожиданного дошла до финала первенства мира до 23 лет в Албании. В марте 2025 года выиграла первенство Европы до 23 лет в Албании. В июне 2025 года впервые стала чемпионкой России в весе до 50 кг. В финале она одолела Елизавету Смирнову из Дагестана.
- 2021 Первенство России среди юниоров — ;
- 2022 Первенство России среди юниоров — ;
- 2024 Кубок Ивана Ярыгина — ;
- 2024 Чемпионат России — ;
- 2024 Первенство России до 23 лет — ;
- 2024 Первенство мира до 23 лет — ;
- 2025 Гран-При Александр Медведь — ;[12]
- 2025 Первенство Европы до 23 лет — ;
- 2025 «Ulaanbaatar open» — ;[13]
- 2025 Чемпионат России — ;

## Личная информация
Наталья является студенткой Хакасского государственного университета.